# Aswat
Aswat (en árabe أصوات, Voces) es un grupo palestino que lucha por los derechos de las mujeres lesbianas fundado en 2000.
Se formó como una sección de mujeres lesbianas dentro de la organización feminista Kayan (كيان) en 2003, en Haifa. Aswat comenzó como un correo electrónico anónimo de apoyo a mujeres lesbianas palestinas y se fue desarrollando hasta formar un grupo que se reúne mensualmente. Una de sus cofundadoras fue la activista Rauda Morcos. 
Organizan diferentes charlas y eventos educativos. En marzo de 2007 organizaron su primera conferencia pública en Haifa, reuniendo a unas 350 personas, provocando la protesta del movimiento islamista que reunió fuera del encuentro a unas 30 personas.
Aswat traduce y publica textos originales sobre sexualidad e identidad de género inéditos en árabe. En su página web alberga la mayor colección de textos en árabe relacionados con la homosexualidad y la transexualidad. Además, se trabaja por la concienciación de la interseccionalidad entre las identidades de “mujer”, “palestina” y “homosexual”.